# Damir Skomina
Damir Skomina (ur. 5 sierpnia 1976) – słoweński sędzia piłkarski, od 2002 sędzia słoweńskiej I ligi, od 2005 sędzia międzynarodowy FIFA. Jeden z dwunastu arbitrów wyznaczonych przez UEFA do prowadzenia meczów podczas EURO 2012 w Polsce i na Ukrainie.

## Kariera
13 lipca 2002 po raz pierwszy sędziował mecz słoweńskiej ekstraklasy, a ściślej spotkanie Olimpija Lublana – NK Šmartno 1928, w którym padł remis 2:2. 20 lipca 2005 zadebiutował jako sędzia międzynarodowy, prowadząc spotkanie Grecja – Niemcy, zakończone wynikiem 0:3, podczas Mistrzostw Europy U-19 w Irlandii Północnej. 14 września 2006 był arbitrem spotkania Legii Warszawa z Austrią Wiedeń (1:1), w I rundzie Pucharu UEFA. W 2008 znalazł się wśród arbitrów męskiego turnieju piłkarskiego podczas igrzysk olimpijskich w Pekinie, gdzie poprowadził mecz grupowy Honduras – Włochy (0:3), a także ćwierćfinał Brazylia – Kamerun (2:0). Był także sędzią technicznym w czasie EURO 2008 w Austrii i Szwajcarii. W kolejnych sezonach regularnie sędziował mecze europejskich pucharów, m.in. dwa ćwierćfinały Ligi Mistrzów oraz ćwierćfinał i półfinał Ligi Europejskiej. Prowadził również mecze eliminacji do Mistrzostw Świata w 2010 oraz do EURO 2012. Znalazł się także na liście sędziów Mistrzostw Europy 2012, Mistrzostw Europy 2016, Pucharu Konfederacji 2017 oraz Mistrzostw Świata 2018. 24 maja 2017 roku sędziował Finał Ligi Europy UEFA pomiędzy Ajaksem Amsterdam a Manchesterem United, który zakończył się wygraną Manchesteru 2:0.

## Statystyki

### Mecze sędziowane podczas Mistrzostw Europy
| Turniej   | Runda        | Data       | Mecz                   |    |   |   |
| --------- | ------------ | ---------- | ---------------------- | -- | - | - |
| EURO 2012 | Faza grupowa | 13.06.2016 | Holandia 1–0 Dania     | 3  | 0 | 0 |
| EURO 2012 | Faza grupowa | 22.06.2016 | Szwecja 2–1 Anglia     | 4  | 0 | 0 |
| EURO 2012 | 1/4 Finału   | 26.06.2016 | Niemcy 3–0 Grecja      | 2  | 0 | 1 |
| EURO 2016 | Faza grupowa | 15.06.2016 | Rosja 3–0 Słowacja     | 1  | 0 | 0 |
| EURO 2016 | Faza grupowa | 19.06.2016 | Szwajcaria 0–0 Francja | 2  | 0 | 0 |
| EURO 2016 | 1/8 Finału   | 27.06.2016 | Anglia 1–2 Islandia    | 3  | 0 | 1 |
| EURO 2016 | 1/4 Finału   | 1.07.2016  | Walia 3–1 Belgia       | 6  | 0 | 0 |
| Razem     | –            | –          | 7                      | 21 | 0 | 2 |

### Mecze sędziowane podczas Mistrzostw Świata
| Turniej | Runda        | Data       | Mecz                     |   |   |   |
| ------- | ------------ | ---------- | ------------------------ | - | - | - |
| MŚ 2018 | Faza grupowa | 19.06.2018 | Kolumbia 1–2 Japonia     | 3 | 1 | 1 |
| MŚ 2018 | Faza grupowa | 19.06.2018 | Anglia 0–1 Belgia        | 2 | 0 | 0 |
| MŚ 2018 | 1/8 Finału   | 3.07.2018  | Szwecja 1 – 0 Szwajcaria | 3 | 1 | 1 |
| Razem   | –            | –          | 3                        | 8 | 2 | 2 |